# 海から来た流れ者
『海から来た流れ者』（うみからきたながれもの）は、1960年2月28日に公開された日活制作、監督は山崎徳次郎、小林旭主演のアクション映画。小林主演の『渡り鳥シリーズ』と並行して製作された流れ者シリーズの第一弾。

## あらすじ
野村浩次は、奪われた自分の拳銃の行方を追って、伊豆大島行きの船へと乗り込む。島に着いた野村は、礼子という女が神戸一派から襲われているのを助ける。藤徳組の頭の娘である礼子は、藤徳組を島から追い出そうとしている神戸一派から嫌がらせを受けたのだ。礼子は、東京で工事に必要な金の融資を受けて島に戻るが、藤徳組の前岡により金が奪われてしまう。金を取り戻すべく野村は、神戸一派の前岡の居場所へと向かう。

## 配役
- 小林旭 : 野村浩次
- 浅丘ルリ子 : 藤田礼子
- 川地民夫 : 三浦修
- 宍戸錠 : 神戸昭三
- 筑波久子 : 佐伯ルミ
- 木浦佑三 : 藤田五郎
- 弘松三郎 : テツ
- 木島一郎 : ヤス
- 渡井喜久雄 : サブ
- 白井鋭 : 神戸の乾分
- 荒井岩衛 : 神戸の乾分
- 小林亘 : 神戸の乾分
- 岩下浩 : 町田
- 杉幸彦 : 中山
- 神山勝 : 津久田の秘書
- 小泉郁之助 : 警察署長
- 榎木兵衛 : 藤徳の乾分
- 寺尾克彦 : 藤徳の乾分
- 須藤孝 : バーテン
- 福田トヨ : 婆やおしげ
- 河野弘 : 麻薬取締官主任
- 村田寿男 : 漁船の船主
- 近江大介 : ロク
- 鈴村益代 : 土産物屋のおかみ
- 深見泰三 : 藤田徳太郎
- 天路圭子 : しげ子
- 葉山良二 : 前岡達也
- 二本柳寛 : 津久田恭平

## スタッフ等
- 監督 ： 山崎徳次郎
- 脚本 ： 山崎巌、大川久男
- 原作 : 原健三郎
- 企画 ： 児井英生
- 音楽 ： 大森盛太郎
- 撮影 : 姫田真佐久
- 美術 :  中村公彦
- 編集 : 鈴木晄
- 主題歌 : 『ダンチョネ節』: 小林旭
- 挿入歌 : 『ピンクレディー』: 西田佐智子

## ロケ地
- 三原山
- 伊豆大島

## 流れ者シリーズ
- 『海から来た流れ者』（1960年、2月28日公開）
- 『海を渡る波止場の風』（1960年5月28日公開）
- 『南海の狼火』　(1960年9月3日)
- 『大暴れ風来坊』（1960年11月16日公開）
- 『風に逆らう流れ者』 (1961年4月9日公開）